# Jeu 4X
Vous lisez un « article de qualité » labellisé en 2010.
Un jeu 4X (ou aux quatre X) est un genre de jeu vidéo de stratégie voire de gestion, dans lequel le joueur contrôle un empire et dont le gameplay est fondé sur les quatre principes suivants : l'exploration, l'expansion, l'exploitation et l'extermination (« eXplore, eXpand, eXploit and eXterminate » en anglais).
Le terme est pour la première fois utilisé par le journaliste Alan Emrich en septembre 1993, dans son aperçu du jeu Master of Orion pour le magazine Computer Gaming World.
Les jeux 4X sont réputés pour leur profondeur et leur système de jeu complexe. L'accent est mis sur le développement économique et technologique d'un empire virtuel que le joueur doit mener à la suprématie. Jouer une partie complète dure en général très longtemps, car la gestion d'un empire étendu demande beaucoup de micro-gestion. Les jeux 4X ont d'ailleurs été souvent critiqués à cause de cet aspect très détaillé, même si de nombreuses tâches peuvent être automatisées.
Les premiers jeux 4X s’inspirent des jeux de plateau, des jeux vidéo textuels et des wargames sur ordinateur des années 1970. Ils sont alors exclusivement au tour par tour. Les jeux 4X en temps réel apparaissent plus tard, avec le développement des jeux de stratégie en temps réel. Le genre connaît son apogée au milieu des années 1990 avant de décliner du fait de la concurrence avec d’autres genres de jeux de stratégie. Civilization de Sid Meier est certainement l'exemple le plus célèbre de cette époque, il est depuis le mètre-étalon du genre. Les années 2000 connaissent quelques sorties de jeux 4X ayant eu un succès critique et commercial. Initialement réservé aux ordinateurs personnels, le genre se porte peu à peu sur consoles.

## Définition

### Les quatre X

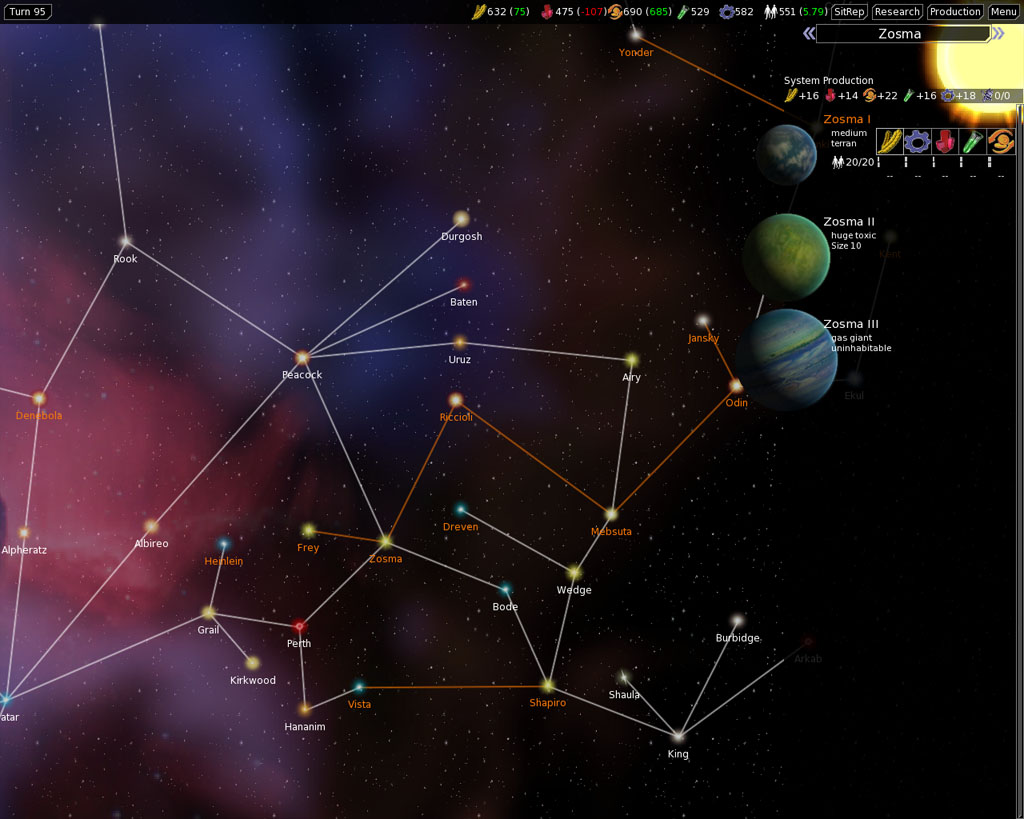
Capture d'écran de FreeOrion inspiré de Master of Orion

Le terme « 4X » apparait pour la première fois dans un aperçu du jeu Master of Orion, rédigé par Alan Emrich pour le magazine Computer Gaming World, dans lequel il classe le jeu au moyen de 4 lettres X ou croix de saint André à la suite (« XXXX »), avec au passage un jeu de mots lié à une classification courante par 3 X ou croix à suivre (XXX) de la pornographie. Il avait entendu ce terme pour la première fois par Tom Hughes avec qui il a écrit le guide stratégique de Master of Orion.
Les quatre « X » (prononçables « ex », en anglais) sont des abréviations faisant ressortir les X des quatre mots eXplore, eXpand, eXploit, eXterminate (exploration, expansion, exploitation et extermination),. D'autres chroniqueurs de jeu vidéo ont adopté par la suite ce nom pour décrire un genre de jeu ayant un système de jeu possédant certaines spécificités,.
- Exploration - Le joueur doit envoyer des éclaireurs dans les territoires non découverts environnants le lieu de départ du jeu.
- Expansion - Le joueur doit agrandir son territoire en établissant de nouvelles colonies ou en étendant son influence sur des colonies existantes.
- Exploitation - Le joueur doit récolter les ressources des zones qu'il contrôle et maximiser leur utilisation.
- Extermination - Le joueur doit attaquer et éliminer ses rivaux que ce soit militairement ou par un autre moyen.

Ces quatre éléments représentent les quatre phases de jeu majeures d'un jeu 4X. Ces phases ne sont généralement pas délimitées et se recouvrent, leur durée varie selon le game design du jeu. Par exemple, la série Space Empires ou Galactic Civilizations II: Dark Avatar proposent de longues phases d'expansion car il faut que le joueur investisse énormément dans la recherche pour pouvoir trouver de nouveaux territoires,,.

### Limites
Malgré cette définition, d'autres jeux de stratégie « classiques » utilisent un cycle similaire. Ainsi, les spécialistes du jeu vidéo ont essayé de préciser la définition du jeu 4X au-delà de ses quatre X. Ils ajoutent par exemple que les jeux 4X se distinguent par la grande complexité et la taille de leur terrain de jeu ainsi que leur usage de la diplomatie par opposition à la dualité classique « ami / ennemi » des jeux de stratégie classiques,,,. Certains pointent également la gestion de l'économie, bien plus poussée, au détriment des combats militaires, plus simples dans les jeux 4X que dans les jeux de stratégie,.

### Un cinquième X?
En 2002, à l'occasion de la sortie de Master of Orion III, Alan Emrich propose l'ajout d'un cinquième X à sa définition : expérience (eXperience). C'est-à-dire qu'à partir d'un certain stade d'avancement de la partie, le joueur peut déléguer une partie de son autorité à des subordonnés virtuels gérés par des intelligences artificielles. À chaque tour de jeu, le joueur doit utiliser de manière judicieuse son pouvoir impérial et déterminer quels sont les aspects de son empire requérant son intervention directe. Néanmoins, Master of Orion III a reçu des critiques mitigées notamment sur ce principe, qui limite les possibilités de gestion données au joueur.
C'est lors de cette « phase d'expérience » que peuvent se manifester les insurrections populaires si le joueur ne parvient pas à combler les aspirations des citoyens de son empire. Ceci reste propre à Master of Orion III même si la possibilité de révolte était déjà présente dans les autres phases et dans certains autres jeux 4X comme ceux de la série Civilization. Dans Galactic Civilizations, au fur et à mesure que l'empire du joueur évolue vers plus de démocratie, les colonies obtiennent plus de souveraineté et le joueur peut se retrouver en minorité dans le sénat galactique.

## Game design
Le game design des jeux 4X est conçu sur la base d'un jeu de stratégie en temps réel, au tour par tour ou en mettant en place un système de phases de jeu de manière à alterner phases en temps réel et phases au tour par tour.
Les mondes des jeux 4X sont généralement générés aléatoirement en début de partie.
Les jeux 4X se distinguent des jeux de stratégie classiques notamment par un système d'évolution des unités et des bâtiments par la progression du joueur dans un arbre des technologies, par des combats qui se déroulent dans une interface séparée de l'interface de gestion de l'empire et par une complexité des mécanismes de jeu plus importante. Par sa complexité, le 4X est un genre qui se destine généralement à un public de hardcore gamers.

### Recherche et technologie
Les jeux 4X utilisent généralement un arbre des technologies qui représente une série d'avancées que le joueur peut débloquer pour obtenir de nouvelles unités, de nouveaux bâtiments ou de nouvelles possibilités. Les arbres des technologies des jeux 4X sont généralement beaucoup plus développés que dans les autres jeux de stratégie, proposant une large palette de choix à faire au joueur,. Les joueurs doivent allouer une part des richesses qu'ils amassent à la recherche technologique pour pouvoir débloquer les nouvelles découvertes. Dans les jeux 4X, le prérequis à la découverte d'une nouvelle technologie est la connaissance préalable d'une ou plusieurs technologies antérieures.
La recherche occupe également une place importante dans les jeux 4X parce que le progrès technique est le moteur permettant les conquêtes. L'issue des batailles est en partie déterminée par la supériorité technologique et par le nombre d'unités ; la tactique joue dans certains jeux 4X un rôle moindre que dans les jeux de stratégie classiques,. Dans les jeux de stratégie, les unités de base peuvent dans la plupart des jeux être utilisées durant toute la durée d'une partie alors que dans les jeux 4X, les unités de base peuvent devenir obsolètes et ne peuvent alors plus être produites. Dans certains jeux 4X comme Civilization, un joueur peut voler des technologies à un autre ou alors négocier avec lui pour en obtenir. Ceci permet de maintenir un relatif équilibre technologique entre les joueurs.

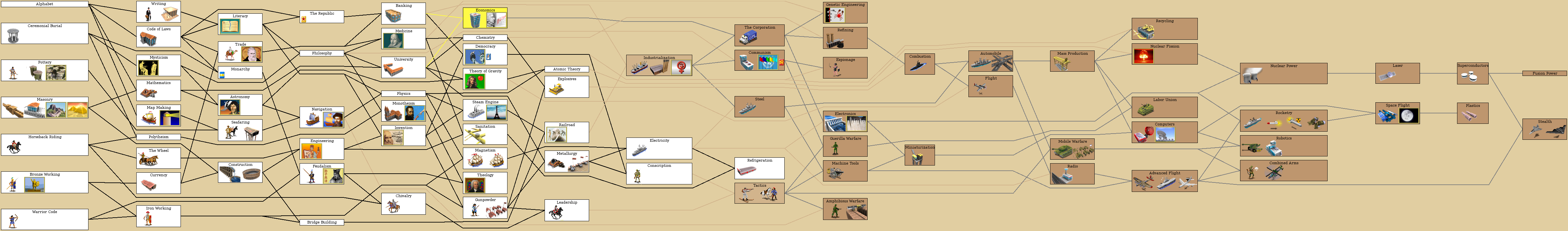
Arbre des technologies de Freeciv

### Combat
Le combat est une composante importante des jeux 4X. En effet, il est possible de remporter la partie en exterminant tous les joueurs adverses, ou en conquérant une fraction cible de l’univers du jeu. Dans certains jeux 4X, comme Galactic Civilizations, l’issue du combat est décidée automatiquement, dès que deux unités de camps adverses se rencontrent. D’autres, tel Master of Orion, permettent au joueur de diriger la bataille sur un écran de combat tactique,. Les jeux 4X se distinguent des jeux de stratégie davantage orientés sur le combat en insistant sur la recherche et l’économie,. La recherche de nouvelles technologies donne accès à de nouvelles unités de combat. Certains jeux 4X permettent de plus de rechercher des composants d’unités. Ceci est plutôt typique des jeux 4X se déroulant dans l’espace, où le joueur assemble des vaisseaux spatiaux en sélectionnant des moteurs, boucliers et armements.

### Compétition pacifique
Les jeux 4X proposent des systèmes de diplomatie entre les différents empires. Les jeux de stratégie classiques permettent de faire des alliances entre joueurs. Les relations diplomatiques y sont globalement limitées à un choix binaire entre allié ou ennemi. Les jeux 4X proposent des relations plus complexes entre les rivaux ne faisant pas partie de la même équipe,. Les joueurs peuvent par exemple faire de l'échange de ressources et d'informations avec leurs rivaux.
Il est possible de gagner une partie sans conquête, de manière pacifique. Par exemple, des jeux 4X offrent la victoire au joueur ayant atteint un score élevé ou un high score au bout d'un certain nombre de tours de jeu ou d'un certain temps de jeu. D'autres jeux offrent la victoire au premier joueur maîtrisant une technologie ultime, ayant accumulé une culture substantielle ou ayant accompli un fait grandiose. Dans certains jeux, il est aussi possible de gagner en étant élu par ses rivaux ou en maintenant la paix pendant un nombre de tours ou un temps donné,,.

### Complexité

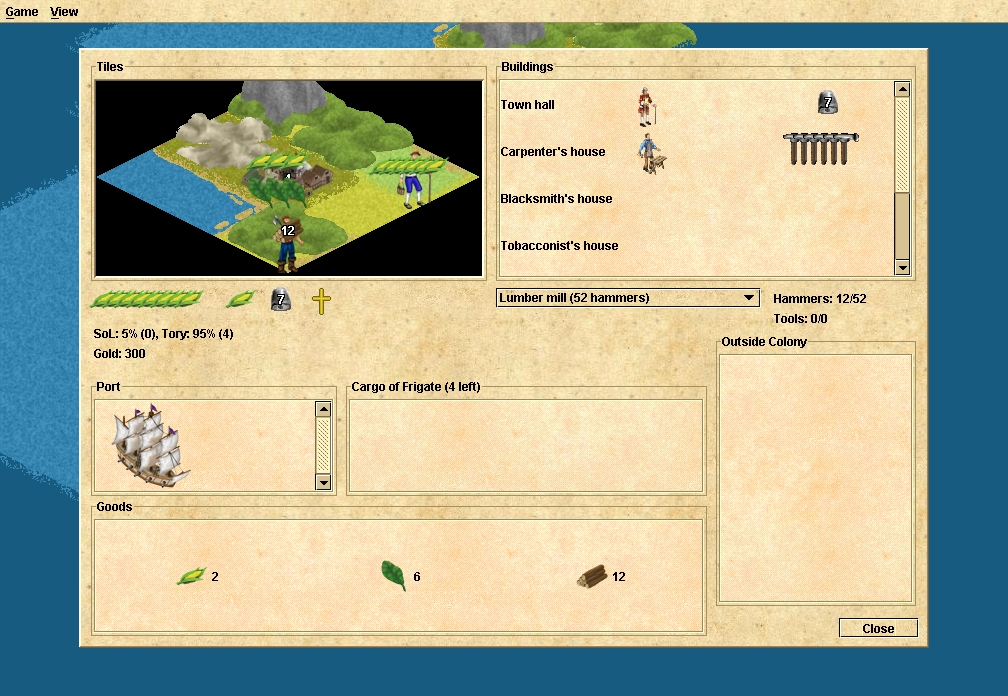
Exemple d'écran de jeu séparé pour gérer chaque base dans FreeCol

Les jeux 4X sont connus pour leur jouabilité complexe et leur profondeur stratégique,,. Il est communément admis que la jouabilité est prioritaire par rapport à l'aspect graphique,. Là où les jeux de stratégie classiques s'intéressent surtout aux combats, la complexité des jeux 4X réside principalement dans la diplomatie, la gestion économique et la recherche,. Cela force le joueur à mettre en pratique diverses stratégies simultanément et de planifier des objectifs à long terme.
Pour décrire le fonctionnement d'un empire étendu, les jeux 4X utilisent une gamme complexe de règles. La productivité du camp du joueur est modulée par de nombreux aspects, comme la pollution,. Le budget du joueur est modulé par des aspects réalistes comme la gestion des dettes ou la gestion de coûts d'entretien des bâtiments ou unités. Les jeux 4X modélisent également des enjeux politiques comme la gestion des guerres civiles, ou le contrôle de parlements,.
Une telle complexité implique que le joueur doit manier de nombreuses informations notamment pour les opérations de micro-gestion (gestion interne des bases, batailles...),,. Ces informations sont séparées dans différents écrans accessibles depuis l'interface ou via un basculement entre différents modes de visualisation. La complexité de chaque écran peut être élevée au point qu'on peut les assimiler à des mini-jeux,. Les jeux 4X en temps réel, par exemple, sont donc particulièrement différents de leurs homologues classiques. En effet, Dune II, qui a posé une bonne partie des conventions du jeu de stratégie en temps réel moderne a été conçu sur la base d'une « interface plate », sans écrans additionnels.

### Micro-gestion et durée des parties

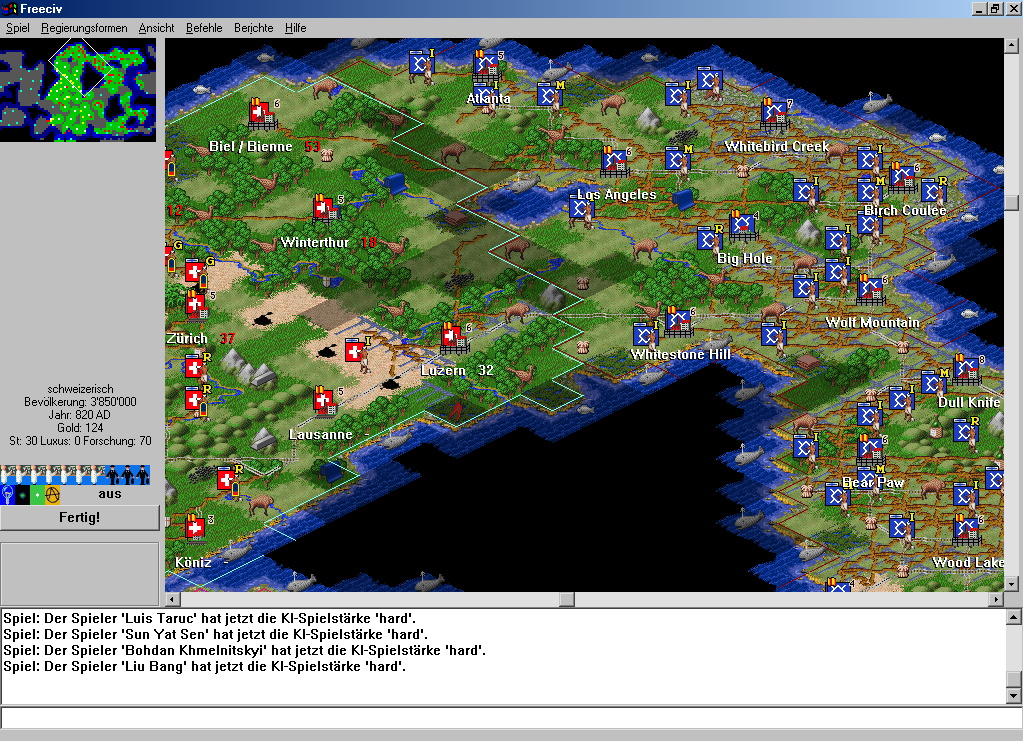
Vue de deux empires limitrophes avancés en 2D isométrique dans Freeciv

Comme un jeu 4X permet la gestion d’un large empire, les parties sont généralement plus longues que pour les autres genres de jeux de stratégie. Elles peuvent durer plusieurs heures, ce qui peut poser problème pour des parties en multijoueur. Par exemple, une courte campagne de Sins of a Solar Empire peut durer douze heures. Cependant, les adeptes du genre s’attendent et adhèrent à de telles durées. Les jeux 4X au tour par tour divisent souvent une partie en centaines de tours de jeu,.
En raison du côté répétitif des actions et de la durée des parties, les jeux 4X ont été critiqués pour leurs demandes trop importantes en micro-gestion. Cet aspect ne pose généralement pas de problème en début de partie. Mais plus tard, gérer un empire implanté en plusieurs endroits peut demander au joueur plusieurs minutes par tour de jeu. Cela accroît la durée des parties, ce qui est particulièrement problématique pour le multijoueur. Les jeux 4X ont proposé des gouverneurs gérés par intelligence artificielle pour automatiser la micro-gestion d’une colonie. Toutefois, les joueurs ont critiqué ces gouverneurs pour leurs erreurs de décision. En réaction, les développeurs ont tenté de nouvelles approches pour diminuer les besoins en micro-gestion. Par exemple, Galactic Civilizations, qui est considéré comme une réussite sur ce point, offre au joueur la possibilité de programmer ses gouverneurs. Sins of a Solar Empire a été conçu dans l’idée de rendre la micro-gestion plus dispensable, et les critiques ont généralement trouvé que l’interface de jeu rend la gestion de l’empire plus élégante,. D’un autre côté, Master of Orion III a réduit la micro-gestion en limitant le contrôle du joueur sur son empire, aspect qui a rencontré des critiques partagées,.

## Hybridation avec d'autres genres
Le jeu King's Bounty, sorti en 1990, propose de contrôler un héros, un peu sur le mode du jeu de rôle. Ce héros explore la carte du monde, y collecte des ressources et affronte des armées ennemies dans des combats au tour par tour. Il n'y a pas de construction de ville mais le jeu est considéré comme l'un des précurseurs du 4X. Il inspire les gameplays d'autres séries comme Heroes of Might and Magic et Age of Wonders dans lesquelles la gestion de cité est une composante à part entière. Cette filiation fait que ces jeux sont classés dans le genre stratégie au tour par tour ou dans le 4X. On peut aussi parler de Heroes-like.
Le jeu Rise of Nations est quant à lui considéré comme une proposition de mélange entre la stratégie en temps réel à la Age of Empires et le 4X à la Civilization.

## Histoire

### Origine

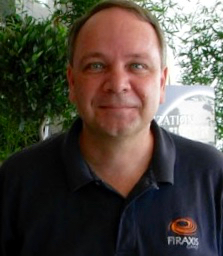
Sid Meier l'un des pères des jeux 4X

Les premiers jeux 4X naissent sous l'influence des jeux de société et les jeux vidéo textuels des années 1970. Parmi les précurseurs du genre, le journaliste Bruce Geryk, du site GameSpot, souligne tout d'abord l’importance d’Andromeda Conquest (1982), qu’il décrit comme le premier jeu d'expansion d'empire, et de Reach for the Stars (1983), qui d’après lui est le premier à créer une relation entre croissance économique, progrès technique et conquête militaire. Dans une rétrospective consacrée aux jeux de stratégie au tour par tour publiée dans le magazine Retro Gamer, Adam Barnes cite également Reach for the Stars, qu’il considère comme le premier jeu 4X de science-fiction. Il souligne également l’impact d’Utopia (1982) dont l’équilibre entre combats et gestion des ressources préfigure, d’après lui, le genre.
En 1990, Sid Meier crée Civilization et popularise la profondeur de jeu qui deviendra une base des jeux 4X. Le jeu est inspiré de jeux de plateau comme Risk ou le jeu éponyme d'Avalon Hill Civilization, notamment pour ce qui est de l'importance de la diplomatie et du progrès technique. Il est également influencé par les city-builders comme SimCity et les wargames comme Empire. Civilization connaît un important succès critique et commercial et influence de manière significative les futurs jeux 4X.
En 1991, deux jeux 4X qui permettent de gérer un empire à l'échelle spatiale sont publiés, VGA Planets sous DOS et Spaceward Ho! sous Mac OS. Si les jeux 4X spatiaux sont finalement plus influencés par la complexité de VGA Planets, Spaceward Ho! rencontre un certain succès pour son système de jeu plus simple mais efficace,. Ce dernier influence également un jeu majeur du genre, Master of Orion, publié en 1993,. Master of Orion est également inspiré par Reach for the Stars,. Il devient un classique qui définit un nouveau standard pour les jeux 4X,. C'est d'ailleurs à sa sortie qu'Alan Emrich invente le terme 4X pour décrire le genre émergent. Le terme est alors adopté par l'industrie vidéoludique et certains jeux sont qualifiés rétrospectivement de 4X.

### Âge d'or et déclin
À la suite du succès de Civilization et de Master of Orion, d'autres développeurs commencent à travailler sur des jeux 4X. En 1994, Stardock lance l'ébauche de Galactic Civilizations sur OS/2 et la série Space Empires commence sous forme de shareware. Ascendancy et Stars! sortent en 1995 et reprennent à leur compte le thème de la gestion d'empire et la profondeur stratégique des jeux 4X. Pendant ce temps, les séries Civilization et Master of Orion s'enrichissent de nouveaux opus (Civilization II et Master of Orion II: Battle at Antares) et sont adaptées sur Macintosh. Sid Meier et son équipe produisent une série dérivée de Civilization, Colonization et Simtex Software, qui a réalisé Master of Orion, adapte son jeu dans un monde de fantasy avec Master of Magic.
La fin des années 1990 voit le marché dominé par les jeux de stratégie en temps réel, au détriment des jeux de stratégie au tour par tour. Les développeurs de jeux 4X commencent à connaître des difficultés. Firaxis Games et Sid Meier sortent en 1999 Alpha Centauri, un spin-off de Civilization dans un univers de science-fiction. L'accueil critique est positif mais le jeu ne se vend pas bien. Civilization III connaît des difficultés de développement et sort précipitamment en 2001. Master of Orion III, sorti en 2003, reçoit des critiques très moyennes de la presse spécialisée. Les éditeurs de jeux vidéo ne s'engagent plus dans le développement de jeux 4X, devenu trop risqué.

### Histoire Contemporaine
L'histoire moderne des jeux 4X concerne principalement des jeux 4X en temps réel, leur précurseur majeur étant Imperium Galactica sorti en 1997. En 2003, Stardock sort la version finale de Galactic Civilizations accompagnée en 2006 par sa suite Galactic Civilizations II: Dread Lords. Ils reçoivent tous deux un excellent accueil critique,. En 2008, Ironclad Games sort Sins of a Solar Empire qui rencontre un grand succès critique et commercial.
Les jeux 4X ne se sont pour autant pas éloignés de leur origine, à savoir les jeux de société. Master of Orion III s'est inspiré par certains aspects de Twilight Imperium. Sins of a Solar Empire est lui inspiré du jeu de société Buck Rogers: Battle for the 25th Century. Ce qui a changé, c'est que l'on voit aujourd'hui des jeux vidéo 4X adaptés en jeux de société à l'instar de Sid Meier's Civilization, transposé en 2002.
Parallèlement aux jeux en temps réel, des jeux 4X au tour par tour continuent de sortir régulièrement, notamment Civilization IV en 2005 qui reçoit un excellent accueil aussi bien critique que commercial, marquant en 2009 avec la sortie d'une édition spéciale les plus de huit millions de jeux vendus par la série.
Ces récents succès marquent pour Brad Wardell du studio Stardock un retour en force du genre 4X, resté notamment très suivi par une communauté de fans ayant créé des jeux vidéo libres adaptés des grands succès du genre : Freeciv, FreeCol, FreeOrion ou C-evo.

### Chronologie
| Année | Titre                                                    | Développeur                       | Thème           | Plate-forme (originale — adaptations)                                           |
| ----- | -------------------------------------------------------- | --------------------------------- | --------------- | ------------------------------------------------------------------------------- |
|       |                                                          |                                   |                 |                                                                                 |
| 1982  | Andromeda Conquest                                       | Avalon Hill                       | Science-fiction | Apple II — Atari 8-bit, Commodore 64, DOS, TRS-80                               |
|       |                                                          |                                   |                 |                                                                                 |
| 1983  | Reach for the Stars                                      | SSG                               | Science-fiction | Apple II — DOS, Mac OS, Commodore 64, Amiga, Windows                            |
|       |                                                          |                                   |                 |                                                                                 |
| 1984  | Imperium Galactum                                        | SSI                               | Science-fiction | Apple II — Atari 8-bit, Commodore 64                                            |
| 1984  | Incunabula                                               | Avalon Hill                       | Historique      | DOS                                                                             |
| 1984  | Strategic Conquest                                       | Peter Merrill, Delta Tao Software | Historique      | Apple II — Mac OS                                                               |
|       |                                                          |                                   |                 |                                                                                 |
| 1987  | Anacreon: Reconstruction 4021                            | Thinking Machine                  | Science-fiction | DOS                                                                             |
|       |                                                          |                                   |                 |                                                                                 |
| 1988  | Stellar Crusade                                          | Strategic Simulations             | Science-fiction | Amiga, Atari ST, DOS                                                            |
|       |                                                          |                                   |                 |                                                                                 |
| 1990  | Imperium                                                 | Electronic Arts                   | Science-fiction | DOS — Amiga, Atari ST                                                           |
| 1990  | Khalaan                                                  | Chip                              | Fantasy         | DOS — Amiga, Atari ST                                                           |
| 1990  | King's Bounty                                            | New World Computing               | Fantasy         | DOS — Amiga, Apple II, Commodore 64, FM Towns, Mega Drive                       |
|       |                                                          |                                   |                 |                                                                                 |
| 1991  | Armada 2525                                              | Interstel Corporation             | Science-fiction | DOS                                                                             |
| 1991  | Civilization                                             | MicroProse                        | Historique      | DOS — Windows, Mac OS, Amiga, Atari ST, Super Nintendo                          |
| 1991  | Spaceward Ho!                                            | Delta Tao Software                | Science-fiction | Mac OS — Amiga, Windows                                                         |
| 1991  | VGA Planets                                              | Tim Wisseman                      | Science-fiction | DOS — Linux                                                                     |
|       |                                                          |                                   |                 |                                                                                 |
| 1992  | Pax Imperia                                              | Changeling Software               | Science-fiction | Mac OS                                                                          |
|       |                                                          |                                   |                 |                                                                                 |
| 1993  | Master of Orion                                          | Simtex Software                   | Science-fiction | DOS — Mac OS                                                                    |
|       |                                                          |                                   |                 |                                                                                 |
| 1994  | Colonization                                             | MicroProse                        | Historique      | DOS — Windows, Mac OS, Amiga                                                    |
| 1994  | Hammer of the Gods                                       | Holistic Design                   | Fantasy         | DOS                                                                             |
| 1994  | Master of Magic                                          | Simtex Software                   | Fantasy         | DOS                                                                             |
| 1994  | Space Empires                                            | Aaron Hall                        | Science-fiction | Windows                                                                         |
|       |                                                          |                                   |                 |                                                                                 |
| 1995  | Ascendancy                                               | The Logic Factory                 | Science-fiction | DOS — Windows                                                                   |
| 1995  | Heroes of Might and Magic: A Strategic Quest             | New World Computing               | Fantasy         | DOS — Windows, Mac OS, Game Boy Color                                           |
| 1995  | Space Empires II                                         | Malfador Machinations             | Science-fiction | Windows                                                                         |
| 1995  | Stars!                                                   | Jeff Johnson, Jeff McBride        | Science-fiction | Windows                                                                         |
|       |                                                          |                                   |                 |                                                                                 |
| 1996  | Civilization II                                          | MicroProse                        | Historique      | Windows — Mac OS, PlayStation                                                   |
| 1996  | Deadlock: Planetary Conquest                             | Accolade                          | Science-fiction | Windows — Mac OS                                                                |
| 1996  | Emperor of the Fading Suns                               | Holistic Design                   | Science-fiction | Windows                                                                         |
| 1996  | Freeciv                                                  | Freeciv team                      | Historique      | Windows — Mac OS, Linux                                                         |
| 1996  | Heroes of Might and Magic II: The Succession Wars        | New World Computing               | Fantasy         | Windows — Mac OS, Game Boy Color                                                |
| 1996  | Master of Orion II: Battle at Antares                    | Simtex Software                   | Science-fiction | DOS — Windows, Mac OS                                                           |
|       |                                                          |                                   |                 |                                                                                 |
| 1997  | Fragile Allegiance                                       | Gremlin Graphics Software         | Science-fiction | DOS — Windows                                                                   |
| 1997  | Heroes of Might and Magic II: The Price of Loyalty       | New World Computing               | Fantasy         | Windows                                                                         |
| 1997  | Impérialisme                                             | Frog City Software                | Historique      | Windows — Mac OS                                                                |
| 1997  | Imperium Galactica                                       | Digital Reality                   | Science-fiction | DOS                                                                             |
| 1997  | Pax Imperia: Eminent Domain                              | Heliotrope Studios                | Science-fiction | Windows — Mac OS                                                                |
| 1997  | Space Empires III                                        | Malfador Machinations             | Science-fiction | Windows                                                                         |
|       |                                                          |                                   |                 |                                                                                 |
| 1998  | Alpha Centauri                                           | Firaxis Games                     | Science-fiction | Windows — Mac OS, Linux                                                         |
| 1998  | Deadlock II: Shrine Wars                                 | Cyberlore Studios                 | Science-fiction | Windows                                                                         |
| 1998  | Remember Tomorrow                                        | SoftWarWare                       | Science-fiction | DOS                                                                             |
| 1998  | Star Wars: Rebellion                                     | Coolhand                          | Science-fiction | Windows                                                                         |
|       |                                                          |                                   |                 |                                                                                 |
| 1999  | Age of Wonders                                           | Triumph Studios, Epic Games       | Fantasy         | Windows                                                                         |
| 1999  | Alien Crossfire                                          | Firaxis Games                     | Science-fiction | Windows — Mac OS, Linux                                                         |
| 1999  | Civilization II: Test of Time                            | MicroProse                        | Divers          | Windows                                                                         |
| 1999  | Civilization: Call to Power                              | Activision                        | Historique      | Windows — Mac OS, Linux                                                         |
| 1999  | Heroes of Might and Magic III                            | New World Computing               | Fantasy         | Windows                                                                         |
| 1999  | Heroes of Might and Magic III: Armageddon's Blade        | New World Computing               | Fantasy         | Windows                                                                         |
| 1999  | Imperialism II: Age of Exploration                       | Frog City Software                | Historique      | Windows — Mac OS                                                                |
| 1999  | Malkari                                                  | Interactive Magic                 | Science-fiction | Windows                                                                         |
| 1999  | Star Trek: The Next Generation - Birth of the Federation | MicroProse                        | Science-fiction | Windows                                                                         |
|       |                                                          |                                   |                 |                                                                                 |
| 2000  | Call to Power II                                         | Activision                        | Historique      | Windows                                                                         |
| 2000  | Heroes of Might and Magic III: The Shadow of Death       | New World Computing               | Fantasy         | Windows                                                                         |
| 2000  | Imperium Galactica II: Alliances                         | Digital Reality                   | Science-fiction | Windows                                                                         |
| 2000  | Space Empires IV                                         | Malfador Machinations             | Science-fiction | Windows                                                                         |
|       |                                                          |                                   |                 |                                                                                 |
| 2001  | Civilization III                                         | Firaxis Games                     | Historique      | Windows — Mac OS                                                                |
|       |                                                          |                                   |                 |                                                                                 |
| 2002  | Age of Wonders II: The Wizard's Throne                   | Triumph Studios                   | Fantasy         | Windows                                                                         |
| 2002  | Civilization III: Play the World                         | Firaxis Games                     | Historique      | Windows                                                                         |
| 2002  | Haegemonia: Legions of Iron                              | Digital Reality                   | Science-fiction | Windows                                                                         |
| 2002  | Heroes of Might and Magic IV                             | New World Computing               | Fantasy         | Windows — Mac OS                                                                |
| 2002  | Heroes of Might and Magic IV: The Gathering Storm        | New World Computing               | Fantasy         | Windows                                                                         |
|       |                                                          |                                   |                 |                                                                                 |
| 2003  | Age of Wonders: Shadow Magic                             | Triumph Studios                   | Fantasy         | Windows                                                                         |
| 2003  | Civilization III: Conquests                              | BreakAway Games, Firaxis Games    | Historique      | Windows                                                                         |
| 2003  | Galactic Civilizations                                   | Stardock                          | Science-fiction | Windows                                                                         |
| 2003  | Haegemonia: The SOLON Heritage                           | Digital Reality                   | Science-fiction | Windows                                                                         |
| 2003  | Heroes of Might and Magic IV: Winds of War               | New World Computing               | Fantasy         | Windows                                                                         |
| 2003  | Master of Orion III                                      | Quicksilver Software              | Science-fiction | Windows — Mac OS                                                                |
|       |                                                          |                                   |                 |                                                                                 |
| 2004  | Anacreon: Imperial Conquest in the Far Future            | George Moromisato                 | Science-fiction | Windows                                                                         |
| 2004  | Aurora 4x                                                | Steve Walmsley                    | Science-fiction | Windows                                                                         |
| 2004  | Galactic Civilizations: Altarian Prophecy                | Stardock                          | Science-fiction | Windows                                                                         |
|       |                                                          |                                   |                 |                                                                                 |
| 2005  | Civilization IV                                          | Firaxis Games                     | Historique      | Windows — Mac OS                                                                |
|       |                                                          |                                   |                 |                                                                                 |
| 2006  | C-evo                                                    | Steffen Gerlach                   | Historique      | Windows                                                                         |
| 2006  | Civilization IV: Warlords                                | Firaxis Games                     | Historique      | Windows — Mac OS                                                                |
| 2006  | Galactic Civilizations II: Dread Lords                   | Stardock                          | Science-fiction | Windows                                                                         |
| 2006  | Heroes of Might and Magic V                              | Nival Interactive                 | Fantasy         | Windows                                                                         |
| 2006  | Heroes of Might and Magic V: Hammers of Fate             | Nival Interactive                 | Fantasy         | Windows                                                                         |
| 2006  | Space Empires V                                          | Malfador Machinations             | Science-fiction | Windows                                                                         |
| 2006  | Sword of the Stars                                       | Kerberos Productions              | Science-fiction | Windows                                                                         |
|       |                                                          |                                   |                 |                                                                                 |
| 2007  | Civilization IV: Beyond the Sword                        | Firaxis Games                     | Historique      | Windows                                                                         |
| 2007  | Galactic Civilizations II: Dark Avatar                   | Stardock                          | Science-fiction | Windows                                                                         |
| 2007  | Heroes of Might and Magic V: Tribes of the East          | Nival Interactive                 | Fantasy         | Windows                                                                         |
| 2007  | Lost Empire                                              | Pollux Gamelabs                   | Science-fiction | Windows                                                                         |
| 2007  | Sword of the Stars: Born of Blood                        | Kerberos Productions              | Science-fiction | Windows                                                                         |
|       |                                                          |                                   |                 |                                                                                 |
| 2008  | Civilization IV: Colonization                            | Firaxis Games                     | Historique      | Windows — Mac OS                                                                |
| 2008  | Civilization Revolution                                  | Firaxis Games                     | Historique      | PlayStation 3, Xbox 360, Nintendo DS, iPhone                                    |
| 2008  | Galactic Civilizations II: Twilight of the Arnor         | Stardock                          | Science-fiction | Windows                                                                         |
| 2008  | Lost Empire: Immortals                                   | Pollux Gamelabs                   | Science-fiction | Windows                                                                         |
| 2008  | Sins of a Solar Empire                                   | Ironclad Games                    | Science-fiction | Windows                                                                         |
| 2008  | Sword of the Stars: A Murder of Crows                    | Kerberos Productions              | Science-fiction | Windows                                                                         |
|       |                                                          |                                   |                 |                                                                                 |
| 2009  | Armada 2526                                              | Matrix Games                      | Science-fiction | Windows                                                                         |
| 2009  | Light of Altair                                          | SaintXi                           | Science-fiction | Windows                                                                         |
| 2009  | Sins of a Solar Empire: Entrenchment                     | Ironclad Games                    | Science-fiction | Windows                                                                         |
| 2009  | Sword of the Stars: Argos Naval Yard                     | Kerberos Productions              | Science-fiction | Windows                                                                         |
|       |                                                          |                                   |                 |                                                                                 |
| 2010  | Civilization V                                           | Firaxis Games                     | Historique      | Windows — Mac OS, Linux                                                         |
| 2010  | Distant Worlds                                           | Matrix Games                      | Science-fiction | Windows                                                                         |
| 2010  | Elemental: War of Magic                                  | Stardock                          | Fantasy         | Windows                                                                         |
| 2010  | Sins of a Solar Empire: Diplomacy                        | Ironclad Games                    | Science-fiction | Windows                                                                         |
| 2010  | Star Ruler                                               | Blind Mind Studios                | Science-fiction | Windows                                                                         |
|       |                                                          |                                   |                 |                                                                                 |
| 2011  | Armada 2526: Supernova                                   | Matrix Games                      | Science-fiction | Windows                                                                         |
| 2011  | Might and Magic: Heroes VI                               | Black Hole Entertainment          | Fantasy         | Windows                                                                         |
| 2011  | Sins of a Solar Empire: Rebellion                        | Ironclad Games                    | Science-fiction | Windows                                                                         |
| 2011  | Sword of the Stars II: Lords of Winter                   | Kerberos Productions              | Science-fiction | Windows                                                                         |
|       |                                                          |                                   |                 |                                                                                 |
| 2012  | Elemental: Fallen Enchantress                            | Stardock                          | Fantasy         | Windows                                                                         |
| 2012  | Endless Space                                            | Amplitude Studios                 | Science-fiction | Windows — Mac OS                                                                |
| 2012  | Legends of Pegasus                                       | Kalypso Media                     | Science-fiction | Windows                                                                         |
| 2012  | Civilization V: Gods and kings                           | Firaxis Games                     | Historique      | Windows — Mac OS, Linux                                                         |
|       |                                                          |                                   |                 |                                                                                 |
| 2013  | Eador: Masters of the Broken World                       | Snowbird Games                    | Fantasy         | Windows                                                                         |
| 2013  | Galaxy on Fire: Alliances                                | Fishlabs                          | Science-fiction | iOS                                                                             |
| 2013  | StarDrive                                                | Zero Sum Games                    | Science-fiction | Windows                                                                         |
| 2013  | Civilization V: Brave New World                          | Firaxis Games                     | Historique      | Windows — Mac OS, Linux                                                         |
|       |                                                          |                                   |                 |                                                                                 |
| 2014  | Age of Wonders III                                       | Triumph Studios                   | Fantasy         | Windows — Mac OS, Linux                                                         |
| 2014  | Civilization: Beyond Earth                               | Firaxis Games                     | Science-fiction | Windows — Mac OS, Linux                                                         |
| 2014  | Endless Legend                                           | Amplitude Studios                 | Fantasy         | Windows — Mac OS                                                                |
| 2014  | Horizon                                                  | L3O Interactive                   | Science-fiction | Windows                                                                         |
|       |                                                          |                                   |                 |                                                                                 |
| 2015  | Civilization: Beyond Earth - Rising Tide                 | Firaxis Games                     | Science-fiction | Windows — Mac OS, Linux                                                         |
| 2015  | Galactic Civilizations III                               | Stardock                          | Science-fiction | Windows                                                                         |
| 2015  | Galactic Inheritors                                      | Crispon Games                     | Science-fiction | Windows                                                                         |
| 2015  | Might and Magic: Heroes VII                              | Limbic Entertainment              | Fantasy         | Windows                                                                         |
| 2015  | Sid Meier's Starships                                    | Firaxis Games                     | Science-fiction | Windows — Mac OS, Linux                                                         |
| 2015  | StarDrive II                                             | Zero Sum Games                    | Science-fiction | Windows                                                                         |
| 2015  | Star Ruler 2                                             | Blind Mind Studios                | Science-fiction | Windows                                                                         |
| 2015  | The Viceroy                                              | Goatee Games                      | Science-fiction | Windows                                                                         |
| 2015  | Thea: The Awakening                                      | MuHa Games                        | Fantasy         | Windows                                                                         |
| 2015  | Hegemony III: Clash of the Ancients                      | Longbow Games                     | Historique      | Windows                                                                         |
|       |                                                          |                                   |                 |                                                                                 |
| 2016  | The Battle of Polytopia                                  | Midjiwan AB                       | Historique      | Android, iOS — Windows, Mac OS, Linux, Nintendo Switch                          |
| 2016  | Civilization VI                                          | Firaxis Games                     | Historique      | Windows, Mac OS — Linux, iOS, Nintendo Switch, PlayStation 4, Xbox One, Android |
| 2016  | Endless Space 2                                          | Amplitude Studios                 | Science-fiction | Windows — Mac OS                                                                |
| 2016  | Master of Orion: Conquer the Stars                       | Wargaming.net                     | Science-fiction | Windows                                                                         |
| 2016  | Polaris Sector                                           | SoftWarWare                       | Science-fiction | Windows                                                                         |
| 2016  | Stellaris                                                | Paradox Development Studio        | Science-fiction | Windows — Mac OS, Linux                                                         |
| 2016  | Unending Galaxy                                          | Anarkis Gaming                    | Science-fiction | Windows                                                                         |
|       |                                                          |                                   |                 |                                                                                 |
| 2017  | Stars in Shadow                                          | Ashdar Games                      | Science-fiction | Windows                                                                         |
|       |                                                          |                                   |                 |                                                                                 |
| 2018  | Civilization VI: Rise and Fall                           | Firaxis Games                     | Historique      | Windows — Mac OS, Linux                                                         |
| 2018  | Gladius: Relics of War                                   | Proxy Games                       | Science-fiction | Windows                                                                         |
|       |                                                          |                                   |                 |                                                                                 |
| 2019  | Age of Wonders: Planetfall                               | Triumph Studios                   | Science-fiction | Windows — Mac OS, PlayStation 4, Xbox One                                       |
| 2019  | Pax Nova                                                 | GreyWolf Entertainment            | Science-fiction | Windows                                                                         |
| 2019  | Civilization VI: Gathering Storm                         | Firaxis Games                     | Historique      | Windows — Mac OS, Linux                                                         |
|       |                                                          |                                   |                 |                                                                                 |
| 2020  | Old World                                                | Mohawk Games                      | Historique      | Windows                                                                         |
|       |                                                          |                                   |                 |                                                                                 |
| 2021  | Humankind                                                | Amplitude Studios                 | Historique      | Windows - Stadia                                                                |
|       |                                                          |                                   |                 |                                                                                 |
| 2022  | Dune: Spice Wars                                         | Shiro Games                       | Science-fiction | Windows                                                                         |
| 2023  | Age of Wonders 4                                         | Triumph Studios                   | Fantastique     | Windows - xbox                                                                  |
| NC    | FreeCol                                                  | FreeCol Team                      | Historique      | Windows — Mac OS, Linux                                                         |
| NC    | FreeOrion                                                | FreeOrion Team                    | Science-fiction | Windows — Mac OS, Linux                                                         |
| NC    | Ascendancy 2                                             | The Logic Factory                 | Science-fiction | Windows — Mac OS                                                                |